# Семейный портрет (картина Матисса)
«Семейный портрет» (фр. Portrait de la famille du peintre) — картина Анри Матисса 1911 года. Находится в собрании Государственного Эрмитажа в Санкт-Петербурге.

## История создания
Картина была написана Анри Матиссом в 1911 году по заказу московского купца, мецената и коллекционера живописи Сергея Ивановича Щукина, который предложил художнику написать портрет его семьи в интерьере.

## Описание
На картине за игрой в шашки изображены сыновья художника, Жан-Жерар и Пьер. Они одеты в красное. Их единокровная сестра Маргарита изображена стоящей в чёрном платье с белыми воротником и манжетами. Супругу Амели живописец изобразил сидящей на диване и занятой вышивкой.